# Thalera lacerataria
Thalera lacerataria är en fjärilsart som beskrevs av Ludwig Carl Friedrich Graeser 1889. Thalera lacerataria ingår i släktet Thalera och familjen mätare. Inga underarter finns listade i Catalogue of Life.